# Хоангмай
Хоангмай (Hoàng Mai) — один из двенадцати городских районов (quận), входящих в состав Ханоя. Площадь — 40 км², население — 216 тыс. человек (по состоянию на 2013 год — 365 тыс. человек). Основан в 2003 году в результате реорганизации уезда Тханьчи и района Хайбачынг.

## География
Район Хоангмай расположен к юго-востоку от центра Ханоя. На севере он граничит с районом Хайбачынг, на северо-востоке — с районом Лонгбьен, на востоке — с уездом Зялам (граница проходит по реке Хонгха), на юге и западе — с уездом Тханьчи, на северо-западе — с районом Тханьсуан.

## Административное деление
В настоящее время в состав района Хоангмай входят 14 кварталов (phường) — Дайким (вьет. Đại Kim), Диньконг (вьет. Định Công), Зяпбат (вьет. Giáp Bát), Хоангльет (вьет. Hoàng Liệt), Хоангвантху (вьет. Hoàng Văn Thụ), Линьнам (вьет. Lĩnh Nam), Майдонг (вьет. Mai Động), Танмай (вьет. Tân Mai), Тханьчи (вьет. Thanh Trì), Тхиньльет (вьет. Thịnh Liệt), Чанфу (вьет. Trần Phú), Тыонгмай (вьет. Tương Mai), Виньхынг (вьет. Vĩnh Hưng) и Йеншо (вьет. Yên Sở).

## Экономика

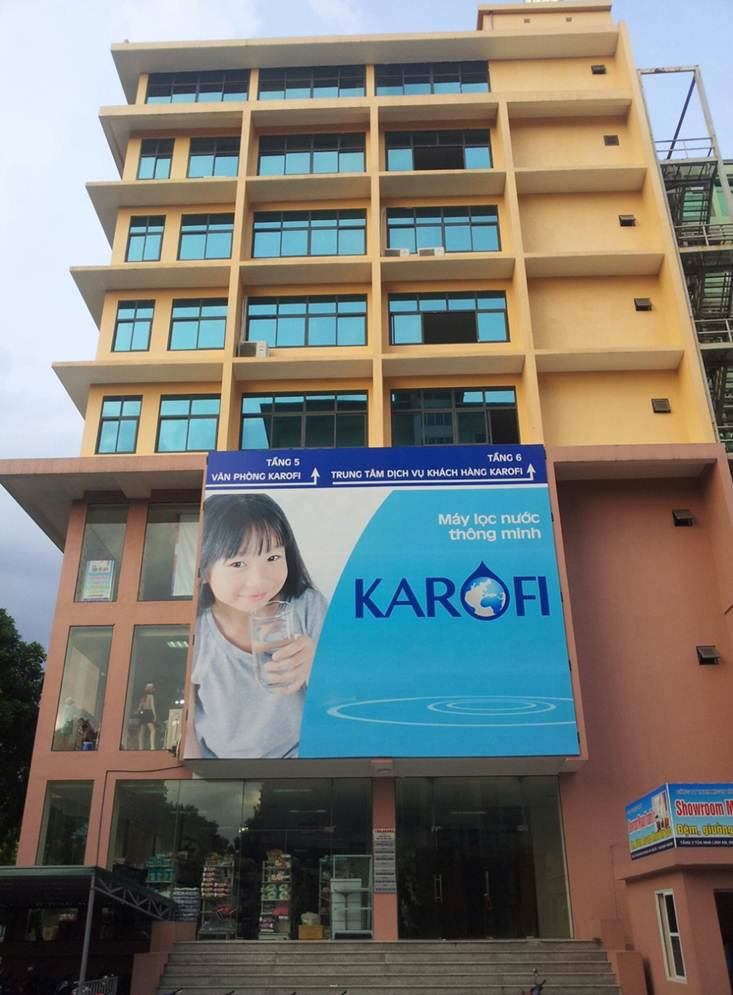
Офисное здание

В районе расположены автомобильный завод Hino Motors Vietnam, электротехнический завод ABB, завод стройматериалов Viglacera Corporation, научно-исследовательский центр Samsung Electronics Vietnam, несколько высотных жилых комплексов (в том числе Gamuda City, Gamuda Gardens, Nam Đô Complex и Đồng Phát Park View), отели Mường Thanh и Best Western Muong Thanh, торговые центры Metro Hoàng Mai и HC, рынки Хоангмай (вьет. Hòang Mai), Чыонгдинь (вьет. Trương Định), Сань (вьет. Xanh), Дайты (вьет. Đại Từ), Йензуен (вьет. Yên Duyên), Денлы (вьет. Đền Lừ) и Чанфу (вьет. Trần Phú). Кое-где сохранились огороды и сады, крестьяне района поставляют на рынки Ханоя цветы, овощи (кварталы Виньхынг и Линьнам), пресноводную рыбу (квартал Йеншо).
В районе имеется множество ресторанов, которые славятся блюдами местной кухни — банькуон-тханьчи (вьет. Bánh cuốn Thanh Trì; рисовые блинчики с начинкой из квартала Тханьчи), бун-тыки (вьет. bún Tứ Kỳ; рисовая лапша из Тыки), бунок-фапвьен (вьет. bún ốc Pháp Vân; суп с лапшой и улитками из квартала Хоангльет), дауфу-мо (вьет. đậu phụ Mơ; тофу из квартала Майдонг) и руоу-хоангмай (вьет. rượu Hoàng Mai; вино из Хоангмая).
Несмотря на наличие реки и нескольких озёр район Хоангмай испытывает недостаток в чистой питьевой воде (не во всех кварталах района имеется водопровод и канализация, часто ломаются водные насосы, из-за чего местные жители вынуждены собирать дождевую воду).

## Транспорт
В районе пересекаются важнейшие магистрали Ханоя — кольцевая автомагистраль № 20, национальное шоссе № 1А и скоростная магистраль Фапван (вьет. Pháp Vân; Хоангмай) — Каузе (вьет. Cầu Giẽ; Фусюен). С севера на юг по Хоангмаю пролегает главная железнодорожная линия Вьетнама, соединяющая Ханой и Хошимин, в районе имеется оживлённая станция Зяпбат (вьет. Ga Giáp Bát).
Другими оживлёнными магистралями Хоангмая являются улицы Зяйфонг (вьет. Giải Phóng), Тамчинь (вьет. Tam Trinh), Танмай (вьет. Tân Mai) и Линьнам (вьет. Lĩnh Nam). Через реку Хонгха переброшен 3,1-километровый автомобильный мост Тханьчи (вьет. Cầu Thanh Trì), соединивший Хоангмай с районом Лонгбьен.

## Культура

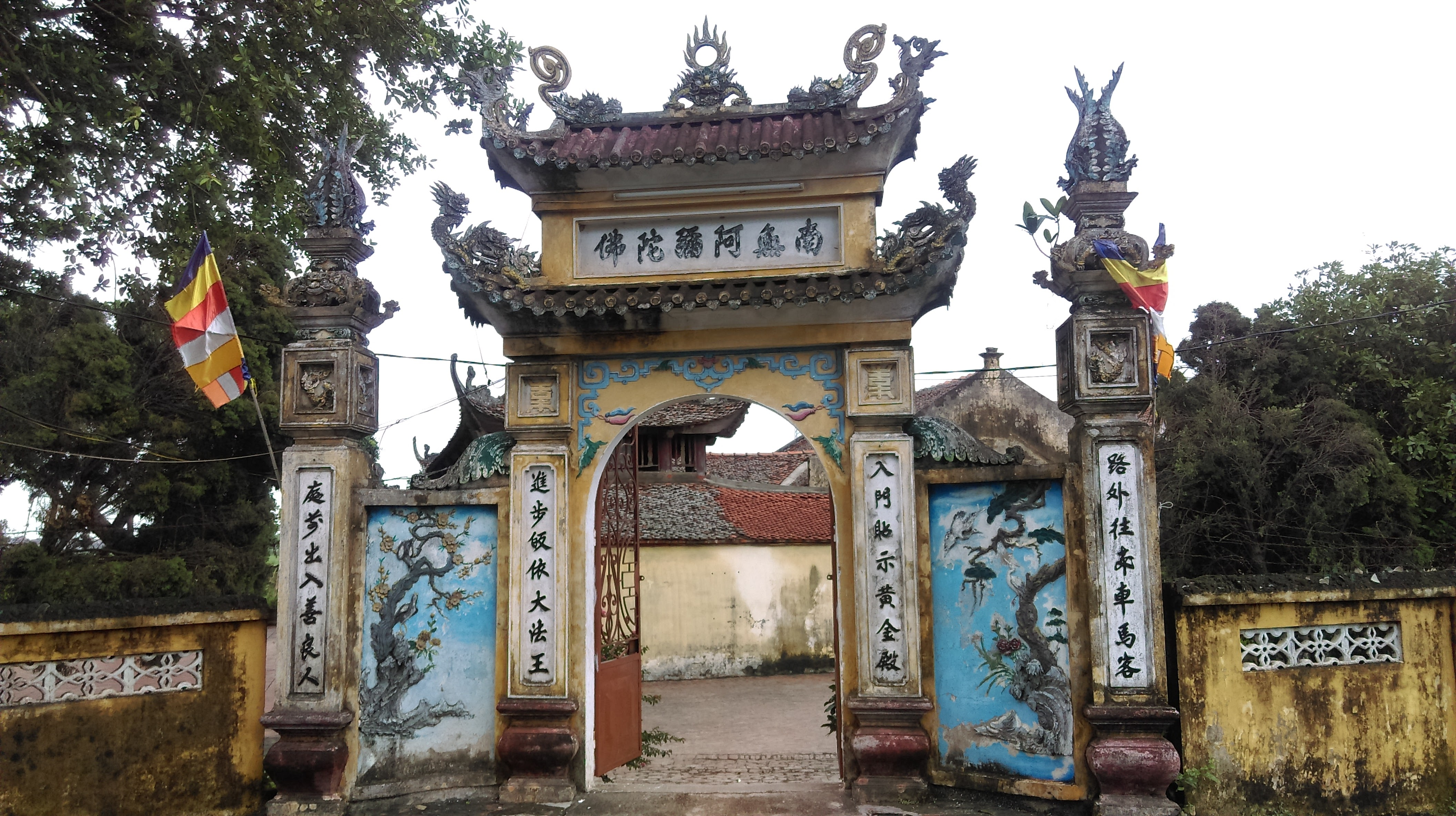
Буддийский храм

В районе расположены буддийские храмы Линьдыонг (вьет. Linh Đường), Банг (вьет. Bang), Дамшен (вьет. Đầm Sen), Шонг (вьет. Sòng), Лу (вьет. Lủ), Тхьенфук (вьет. Thiên Phúc), Тыки (вьет. Tứ Kỳ), Льенхоа (вьет. Liên Hoa), Дайты (вьет. Đại Từ), Тыонгмай (вьет. Tương Mai), Фапван (вьет. Phap Van), Майдонг (вьет. Mai Động), Диньхоангмай (вьет. Đình Hoàng Mai), Нгами (вьет. Nga My), Кхюенлыонг (вьет. Khuyến Lương), Тхюилинь (вьет. Thuý Lĩnh), Намзыха (вьет. Nam Dư Hạ), Дайби (вьет. Đại Bi), Чьеукхань (вьет. Triệu Khánh), Намзытхыонг (вьет. Nam Dư Thượng), католические храмы Лангтам (вьет. Làng Tám) и Намзы (вьет. Nam Dư).
В квартале Тхиньльет проходит праздник деревни Зяплук, посвящённый местному божеству-покровителю Нгуен Тиню (фестиваль сопровождается религиозным ритуалом, в ходе которого дети деревни встречают божество в общественном доме).
В квартале Майдонг проводится местный праздник, посвящённый полководцу сестёр Чынг Там Чиню (сопровождается соревнованиями борцов). В квартале Линьнам проходит праздник деревни Тхюилинь, посвящённый королю Линь Лангу и божеству Бать Хо (сопровождается игрой, в которой команды соперничают за мяч). В квартале Виньхынг проводятся гонки на лодках, посвящённые высокопоставленному придворному Ня Кату и его жене Чинь Тхьен.
В деревне Линьдам квартала Хоангльет проходит праздник почитания речной нимфы Бао Нинь, сопровождаемый приготовлением рыбных блюд (рыба подаётся без головы), игрой в шахматы, ловлей уток и гонками на гребных лодках.

## Образование и наука
В районе базируются университет Тханглонг (вьет. Thăng Long), Вьетнамский институт торговли, Вьетнамская международная школа (International School of Vietnam), Военный институт традиционной медицины.